# Bourgtheroulde-Infreville

Bourgtheroulde-Infreville este o comună în departamentul Eure, Franța. În 1 ianuarie 2017 avea o populație de 3.171 de locuitori.